# شوغو تاماشيرو
شوغو تاماشيرو (باليابانية: 玉城 峻吾) (25 أبريل 1991 في طوكيو في اليابان – )؛ هو لاعب كرة قدم ياباني سابق كان يلعب كلاعب وسط.

## وصلات خارجية
- شوغو تاماشيرو على موقع رابطة كرة القدم اليابانية للمحترفين (اليابانية)
- شوغو تاماشيرو على موقع قاعدة بيانات كرة القدم.إي يو (الإنجليزية)
- شوغو تاماشيرو على موقع Soccerway.com (الإنجليزية)
- شوغو تاماشيرو على موقع عالم كرة القدم.نت (الإنجليزية)